# Coupe du monde de biathlon 2023-2024
Navigation
Édition précédente Édition suivante
La 47e édition de la Coupe du monde de biathlon se déroule entre le 25 novembre 2023 et le 17 mars 2024. La compétition se compose de neuf étapes, la première à Östersund en Suède, la dernière à Canmore au Canada, et est ponctuée en février par les championnats du monde 2024 à Nové Město. La sanction de l'IBU contre les Russes et Biélorusses à cause du conflit de l'invasion de l'Ukraine par la Russie est prolongée : les biathlètes russes et biélorusses sont privés de Coupe du monde pour la seconde saison consécutive.
Moins souverain que la saison précédente (où il avait établi un record de 19 victoires en un hiver), Johannes Thingnes Bø n'en remporte pas moins sans trembler son cinquième gros globe de cristal, et dépasse en cours d'exercice le total de 83 victoires de Martin Fourcade. Le classement général hommes est cette année familial et norvégien, puisque son frère Tarjei Bø, 35 ans, termine à la deuxième place, suivi par Johannes Dale-Skjevdal, Sturla Holm Lægreid et Vetle Sjåstad Christiansen, Émilien Jacquelin étant à la sixième place le premier biathlète non-norvégien classé. Le plus jeune de la fratrie Bø s'adjuge aussi les petits globes de l'individuel, de la poursuite et de la mass-start à la dernière course au détriment de Dale-Skjevdal, tandis que Tarjei prend celui du sprint.  
La lutte pour le classement général féminin est longtemps indécise avec comme principales actrices Ingrid Landmark Tandrevold, Justine Braisaz-Bouchet, Lou Jeanmonnot, Julia Simon et Lisa Vittozzi. Cette dernière termine plus fort avec un doublé sprint-poursuite lors de la dernière étape à Canmore et devient à 29 ans la deuxième italienne gagnante du gros globe de cristal (après Dorothea Wierer), qu'elle agrémente des trophées de l'individuel et de la poursuite. Celui du sprint revient à Tandrevold. Lou Jeanmonnot qui se révèle cet hiver au plus haut niveau international, termine deuxième du classement général à seulement 23 points de Vittozzi. À Canmore, la biathlète française gagne la mass-start, dernière course de la saison, et remporte ainsi pour la première fois un petit globe de cristal.  L'équipe de Norvège, quant à elle, remporte les trois classements des relais. 

## Programme
La saison 2023-2024 est organisée selon le calendrier suivant :
| Étape | Lieu                 | Date début       | Date fin         |
| ----- | -------------------- | ---------------- | ---------------- |
| 1     | Östersund            | 25 novembre 2023 | 3 décembre 2023  |
| 2     | Hochfilzen           | 8 décembre 2023  | 10 décembre 2023 |
| 3     | Lenzerheide          | 14 décembre 2023 | 17 décembre 2023 |
| 4     | Oberhof              | 4 janvier 2024   | 7 janvier 2024   |
| 5     | Ruhpolding           | 10 janvier 2024  | 14 janvier 2024  |
| 6     | Antholz - Anterselva | 18 janvier 2024  | 21 janvier 2024  |
| ChM   | Nové Město na Moravě | 7 février 2024   | 18 février 2024  |
| 7     | Oslo - Holmenkollen  | 29 février 2024  | 3 mars 2024      |
| 8     | Soldier Hollow       | 8 mars 2024      | 10 mars 2024     |
| 9     | Canmore              | 14 mars 2024     | 17 mars 2024     |

| Les sites des compétitions en Europe. | Les sites des compétitions en Amérique du Nord. |

## Attribution des points
Note : les épreuves des Championnats du monde ne rapportent pas de points pour les classements individuels et ceux des relais, mais en rapportent cependant pour la Coupe des nations.

### Classements des disciplines
Pour les classements spécifiques à chaque discipline (individuel, sprint, poursuite, départ groupé, relais), l'attribution des points est la suivante :
| Place  | 1  | 2  | 3  | 4  | 5  | 6  | 7  | 8  | 9  | 10 | 11 | 12 | 13 | 14 | 15 | 16 | 17 | 18 | 19 | 20 | 21 | 22 | 23 | 24 | 25 | 26 | 27 | 28 | 29 | 30 | 31 | 32 | 33 | 34 | 35 | 36 | 37 | 38 | 39 | 40 |
| ------ | -- | -- | -- | -- | -- | -- | -- | -- | -- | -- | -- | -- | -- | -- | -- | -- | -- | -- | -- | -- | -- | -- | -- | -- | -- | -- | -- | -- | -- | -- | -- | -- | -- | -- | -- | -- | -- | -- | -- | -- |
| Points | 90 | 75 | 60 | 50 | 45 | 40 | 36 | 34 | 32 | 31 | 30 | 29 | 28 | 27 | 26 | 25 | 24 | 23 | 22 | 21 | 20 | 19 | 18 | 17 | 16 | 15 | 14 | 13 | 12 | 11 | 10 | 9  | 8  | 7  | 6  | 5  | 4  | 3  | 2  | 1  |

| Place  | 1  | 2  | 3  | 4  | 5  | 6  | 7  | 8  | 9  | 10 | 11 | 12 | 13 | 14 | 15 | 16 | 17 | 18 | 19 | 20 | 21 | 22 | 23 | 24 | 25 | 26 | 27 | 28 | 29 | 30 |
| ------ | -- | -- | -- | -- | -- | -- | -- | -- | -- | -- | -- | -- | -- | -- | -- | -- | -- | -- | -- | -- | -- | -- | -- | -- | -- | -- | -- | -- | -- | -- |
| Points | 90 | 75 | 60 | 50 | 45 | 40 | 36 | 34 | 32 | 31 | 30 | 29 | 28 | 27 | 26 | 25 | 24 | 23 | 22 | 21 | 20 | 18 | 16 | 14 | 12 | 10 | 8  | 6  | 4  | 2  |

### Classement général
Le classement général individuel de la coupe du monde est établi en additionnant les points obtenus par chaque biathlète sur les disciplines individuelles (individuel, sprint, poursuite et départ groupé) lors des neuf étapes de la saison ordinaire, les points des épreuves des Championnats du monde 2024 n'étant pas comptabilisés. Une non-participation, un abandon ou une disqualification en course ne rapportent aucun point.

### Coupe des Nations
Le classement général de la coupe des Nations est obtenu en additionnant les points de chaque athlète obtenus lors des épreuves de l'individuel, de sprint, ainsi que lors des relais. Pour les épreuves de l'individuel et de sprint, ne sont pris en compte que les points des trois athlètes les mieux classés par nation.
- Pour chaque épreuve de l'individuel ou du sprint, les points sont attribués selon le tableau suivant :

| Place  | 1   | 2   | 3   | 4   | 5   | 6   | 7   | 8   | 9   | 10  | 11  | 12  | 13  | 14  | 15  | 16  | 17  | 18  | 19  | 20  | 21  | 22  | 23  | 24  | 25  | 26  | 27  | 28  | 29  | 30  |
| ------ | --- | --- | --- | --- | --- | --- | --- | --- | --- | --- | --- | --- | --- | --- | --- | --- | --- | --- | --- | --- | --- | --- | --- | --- | --- | --- | --- | --- | --- | --- |
| Points | 160 | 154 | 148 | 143 | 140 | 138 | 136 | 134 | 132 | 131 | 130 | 129 | 128 | 127 | 126 | 125 | 124 | 123 | 122 | 121 | 120 | 119 | 118 | 117 | 116 | 115 | 114 | 113 | 112 | 111 |

Puis de 1 point en 1 point jusqu'à la 80e place, et de 2 en 2 points pour arriver à 1 point pour la 110e place. Toutes les places suivantes obtiennent 1 point.
- Pour chaque relais, les points sont attribués selon le tableau suivant :

| Place  | 1   | 2   | 3   | 4   | 5   | 6   | 7   | 8   | 9   | 10  | 11  | 12  | 13  | 14  | 15  | 16  | 17  | 18  | 19  | 20  | 21  | 22  | 23 | 24 | 25 | 26 | 27 | 28 | 29 | 30 |
| ------ | --- | --- | --- | --- | --- | --- | --- | --- | --- | --- | --- | --- | --- | --- | --- | --- | --- | --- | --- | --- | --- | --- | -- | -- | -- | -- | -- | -- | -- | -- |
| Points | 420 | 390 | 360 | 330 | 310 | 290 | 270 | 250 | 230 | 220 | 210 | 200 | 190 | 180 | 170 | 160 | 150 | 140 | 130 | 120 | 110 | 100 | 90 | 80 | 70 | 60 | 50 | 40 | 30 | 20 |

- Pour les relais mixtes (normal et simple), le barème est le même que celui des relais par genre mais les points sont partagés en deux entre le classement général des nations féminin et le classement général des nations masculin. Chacun des deux classements reçoit alors des points selon le tableau suivant :

| Place  | 1   | 2   | 3   | 4   | 5   | 6   | 7   | 8   | 9   | 10  | 11  | 12  | 13 | 14 | 15 | 16 | 17 | 18 | 19 | 20 | 21 | 22 | 23 | 24 | 25 | 26 | 27 | 28 | 29 | 30 |
| ------ | --- | --- | --- | --- | --- | --- | --- | --- | --- | --- | --- | --- | -- | -- | -- | -- | -- | -- | -- | -- | -- | -- | -- | -- | -- | -- | -- | -- | -- | -- |
| Points | 210 | 195 | 180 | 165 | 155 | 145 | 135 | 125 | 115 | 110 | 105 | 100 | 95 | 90 | 85 | 80 | 75 | 70 | 65 | 60 | 55 | 50 | 45 | 40 | 35 | 30 | 25 | 20 | 15 | 10 |

## Classements

### Classements généraux
| Rang | Nom                        | Points | Victoire(s) | Podium(s) |
| ---- | -------------------------- | ------ | ----------- | --------- |
|      | Johannes Thingnes Bø       | 1262   | 8           | 11        |
| 2    | Tarjei Bø                  | 1080   | 1           | 9         |
| 3    | Johannes Dale-Skjevdal     | 949    | 1           | 6         |
| 4    | Sturla Holm Lægreid        | 862    | 2           | 6         |
| 5    | Vetle Sjåstad Christiansen | 817    | 2           | 5         |
| 6    | Émilien Jacquelin          | 712    | -           | 3         |
| 7    | Endre Strømsheim           | 700    | 1           | 3         |
| 8    | Tommaso Giacomel           | 688    | -           | 2         |
| 9    | Sebastian Samuelsson       | 671    | 1           | 3         |
| 10   | Martin Ponsiluoma          | 638    | -           | -         |
| 11   | Éric Perrot                | 622    | 1           | 2         |
| 12   | Johannes Kuehn             | 617    | -           | 1         |
| 13   | Benedikt Doll              | 611    | 2           | 3         |
| 14   | Justus Strelow             | 610    | -           | 1         |
| 15   | Philipp Nawrath            | 589    | 1           | 3         |
| 16   | Quentin Fillon Maillet     | 506    | -           | -         |
| 17   | Andrejs Rastorgujevs       | 433    | -           | -         |
| 18   | Fabien Claude              | 423    | -           | -         |
| 19   | Sebastian Stalder          | 417    | -           | -         |
| 20   | Philipp Horn               | 359    | -           | -         |

| Rang | Nom                        | Points | Victoire(s) | Podium(s) |
| ---- | -------------------------- | ------ | ----------- | --------- |
|      | Lisa Vittozzi              | 1091   | 4           | 7         |
| 2    | Lou Jeanmonnot             | 1068   | 4           | 10        |
| 3    | Ingrid Landmark Tandrevold | 1044   | 3           | 8         |
| 4    | Justine Braisaz-Bouchet    | 1025   | 5           | 8         |
| 5    | Julia Simon                | 994    | 2           | 6         |
| 6    | Lena Häcki-Gross           | 853    | 2           | 5         |
| 7    | Elvira Öberg               | 829    | 1           | 4         |
| 8    | Vanessa Voigt              | 631    | -           | 2         |
| 9    | Karoline Knotten           | 629    | -           | 1         |
| 10   | Janina Hettich-Walz        | 543    | -           | 2         |
| 11   | Franziska Preuss           | 539    | -           | 3         |
| 12   | Hanna Oeberg               | 528    | -           | 1         |
| 13   | Juni Arnekleiv             | 492    | -           | 2         |
| 14   | Mona Brorsson              | 465    | -           | 1         |
| 15   | Anna Magnusson             | 426    | -           | -         |
| 16   | Tereza Voborníková         | 409    | -           | -         |
| 17   | Anamarija Lampič           | 378    | -           | -         |
| 18   | Markéta Davidová           | 361    | -           | -         |
| 19   | Anna Gandler               | 351    | -           | -         |
| 20   | Sophie Chauveau            | 347    | -           | 1         |

| Rang | Nom              | Points |
| ---- | ---------------- | ------ |
| 1    | Tommaso Giacomel | 688    |
| 2    | Éric Perrot      | 622    |
| 3    | Didier Bionaz    | 348    |
| 4    | Campbell Wright  | 216    |
| 5    | Niklas Hartweg   | 206    |

| Rang | Nom                | Points |
| ---- | ------------------ | ------ |
| 1    | Elvira Öberg       | 829    |
| 2    | Juni Arnekleiv     | 492    |
| 3    | Tereza Voborníková | 409    |
| 4    | Anna Gandler       | 351    |
| 5    | Sophie Chauveau    | 347    |

### Coupe des Nations
| Rang | Nation    | Points |
| ---- | --------- | ------ |
|      | Norvège   | 9375   |
| 2    | Allemagne | 8309   |
| 3    | France    | 8131   |
| 4    | Suède     | 7593   |
| 5    | Italie    | 7546   |
| 6    | Suisse    | 6388   |
| 7    | Autriche  | 6348   |
| 8    | Tchéquie  | 6055   |
| 9    | Slovénie  | 6004   |
| 10   | Finlande  | 5770   |

| Rang | Nation    | Points |
| ---- | --------- | ------ |
|      | France    | 8719   |
| 2    | Norvège   | 8376   |
| 3    | Suède     | 8295   |
| 4    | Allemagne | 8058   |
| 5    | Italie    | 7380   |
| 6    | Suisse    | 6852   |
| 7    | Tchéquie  | 6726   |
| 8    | Autriche  | 6651   |
| 9    | Ukraine   | 6232   |
| 10   | Pologne   | 5642   |

### Classement par discipline

#### Individuel
| Rang | Nom                        | Points | Victoire(s) | Podium(s) |
| ---- | -------------------------- | ------ | ----------- | --------- |
|      | Johannes Thingnes Bø       | 195    | 1           | 2         |
| 2    | Tarjei Bø                  | 165    | -           | 2         |
| 3    | Roman Rees                 | 137    | 1           | 1         |
| 4    | Sturla Holm Lægreid        | 135    | 1           | 1         |
| 5    | Vetle Sjåstad Christiansen | 128    | -           | 1         |

| Rang | Nom               | Points | Victoire(s) | Podium(s) |
| ---- | ----------------- | ------ | ----------- | --------- |
|      | Lisa Vittozzi     | 165    | 1           | 1         |
| 2    | Ingrid Tandrevold | 155    | 1           | 1         |
| 3    | Vanessa Voigt     | 150    | -           | 1         |
| 4    | Lena Häcki-Gross  | 122    | 1           | 1         |
| 5    | Julia Simon       | 110    | -           | -         |

#### Sprint
| Rang | Nom                  | Points | Victoire(s) | Podium(s) |
| ---- | -------------------- | ------ | ----------- | --------- |
|      | Tarjei Bø            | 384    | 1           | 4         |
| 2    | Johannes Thingnes Bø | 324    | 1           | 2         |
| 3    | Sturla Holm Lægreid  | 302    | 0           | 2         |
| 4    | Benedikt Doll        | 301    | 2           | 2         |
| 5    | Tommaso Giacomel     | 282    | -           | 2         |

| Rang | Nom                        | Points | Victoire(s) | Podium(s) |
| ---- | -------------------------- | ------ | ----------- | --------- |
|      | Ingrid Landmark Tandrevold | 418    | 2           | 4         |
| 2    | Justine Braisaz-Bouchet    | 410    | 3           | 4         |
| 3    | Lisa Vittozzi              | 373    | 1           | 3         |
| 4    | Lou Jeanmonnot             | 333    | 1           | 3         |
| 5    | Elvira Öberg               | 265    | -           | 1         |

#### Poursuite
| Rang | Nom                    | Points | Victoire(s) | Podium(s) |
| ---- | ---------------------- | ------ | ----------- | --------- |
|      | Johannes Thingnes Bø   | 491    | 4           | 4         |
| 2    | Johannes Dale-Skjevdal | 353    | 1           | 3         |
| 3    | Tarjei Bø              | 350    | -           | 2         |
| 4    | Sebastian Samuelsson   | 315    | 1           | 2         |
| 5    | Sturla Holm Lægreid    | 294    | -           | 2         |

| Rang | Nom                        | Points | Victoire(s) | Podium(s) |
| ---- | -------------------------- | ------ | ----------- | --------- |
|      | Lisa Vittozzi              | 398    | 2           | 3         |
| 2    | Julia Simon                | 384    | 1           | 3         |
| 3    | Lou Jeanmonnot             | 378    | 2           | 3         |
| 4    | Justine Braisaz-Bouchet    | 357    | 1           | 3         |
| 5    | Ingrid Landmark Tandrevold | 318    | -           | 3         |

#### Départ Groupé
| Rang | Nom                        | Points | Victoire(s) | Podium(s) |
| ---- | -------------------------- | ------ | ----------- | --------- |
|      | Johannes Thingnes Bø       | 252    | 2           | 2         |
| 2    | Johannes Dale-Skjevdal     | 249    | -           | 3         |
| 3    | Vetle Sjåstad Christiansen | 200    | 1           | 2         |
| 4    | Tarjei Bø                  | 181    | -           | 1         |
| 5    | Émilien Jacquelin          | 151    | -           | 1         |

| Rang | Nom                     | Points | Victoire(s) | Podium(s) |
| ---- | ----------------------- | ------ | ----------- | --------- |
|      | Lou Jeanmonnot          | 252    | 1           | 3         |
| 2    | Julia Simon             | 241    | 1           | 2         |
| 3    | Lena Häcki-Gross        | 205    | 1           | 2         |
| 4    | Justine Braisaz-Bouchet | 202    | 1           | 1         |
| 5    | Elvira Öberg            | 159    | -           | 1         |

#### Relais
| Rang | Nation    | Points | Victoires |
| ---- | --------- | ------ | --------- |
|      | Norvège   | 450    | 5         |
| 2    | Allemagne | 330    | -         |
| 3    | Italie    | 290    | -         |
| 4    | France    | 270    | -         |
| 5    | Suède     | 209    | -         |

| Rang | Nation    | Points | Victoires |
| ---- | --------- | ------ | --------- |
|      | Norvège   | 465    | 3         |
| 2    | France    | 366    | 2         |
| 3    | Suède     | 364    | -         |
| 4    | Allemagne | 295    | 1         |
| 5    | Italie    | 293    | -         |

| Rang | Nation    | Points | Victoires |
| ---- | --------- | ------ | --------- |
|      | Norvège   | 376    | 3         |
| 2    | Suède     | 345    | -         |
| 3    | France    | 325    | 2         |
| 4    | Allemagne | 285    | -         |
| 5    | Italie    | 206    | -         |

### Globes de cristal et titres mondiaux
| Disciplines       | Globes de cristal    | Champions du Monde   |
| ----------------- | -------------------- | -------------------- |
| Général           | Johannes Thingnes Bø |                      |
| Coupe des Nations | Norvège              |                      |
| Individuel        | Johannes Thingnes Bø | Johannes Thingnes Bø |
| Sprint            | Tarjei Bø            | Sturla Holm Lægreid  |
| Poursuite         | Johannes Thingnes Bø | Johannes Thingnes Bø |
| Départ Groupé     | Johannes Thingnes Bø | Johannes Thingnes Bø |
| Relais            | Norvège              | Suède                |

| Disciplines       | Globes de cristal          | Championnes du Monde    |
| ----------------- | -------------------------- | ----------------------- |
| Général           | Lisa Vittozzi              |                         |
| Coupe des Nations | France                     |                         |
| Individuel        | Lisa Vittozzi              | Lisa Vittozzi           |
| Sprint            | Ingrid Landmark Tandrevold | Julia Simon             |
| Poursuite         | Lisa Vittozzi              | Julia Simon             |
| Départ Groupé     | Lou Jeanmonnot             | Justine Braisaz-Bouchet |
| Relais            | Norvège                    | France                  |

| Disciplines   | Globe de cristal | Champions du monde |
| ------------- | ---------------- | ------------------ |
| Relais        | Norvège          | France             |
| Relais simple | Norvège          | France             |

| Classe | Hommes           | Femmes       |
| ------ | ---------------- | ------------ |
| U25    | Tommaso Giacomel | Elvira Öberg |

## Calendrier et podiums
La saison 2023-2024 est organisée selon le calendrier ci-dessous.

### Hommes

#### Épreuves individuelles
| Étape                                                         | Lieu                 | Épreuve                | Date               | Vainqueur                  | Deuxième                   | Troisième                  | Leader du classement général                           |
| ------------------------------------------------------------- | -------------------- | ---------------------- | ------------------ | -------------------------- | -------------------------- | -------------------------- | ------------------------------------------------------ |
| 1                                                             | Östersund            | Individuel 20 km       | 26 novembre 2023   | Roman Rees                 | Justus Strelow             | Johannes Thingnes Bø       | Roman Rees                                             |
| 1                                                             | Östersund            | Sprint 10 km           | 2 décembre 2023    | Philipp Nawrath            | Tarjei Bø                  | Vebjørn Sørum              | Philipp Nawrath                                        |
| 1                                                             | Östersund            | Poursuite 12,5 km      | 3 décembre 2023    | Sebastian Samuelsson       | Philipp Nawrath            | Vetle Sjåstad Christiansen | Philipp Nawrath                                        |
| 2                                                             | Hochfilzen           | Sprint 10 km           | 8 décembre 2023    | Tarjei Bø                  | Sturla Holm Lægreid        | Sebastian Samuelsson       | Sebastian Samuelsson                                   |
| 2                                                             | Hochfilzen           | Poursuite 12,5 km      | 9 décembre 2023    | Johannes Thingnes Bø       | Johannes Dale-Skjevdal     | Tarjei Bø                  | Tarjei Bø                                              |
| 3                                                             | Lenzerheide          | Sprint 10 km           | 15 décembre 2023   | Benedikt Doll              | Johannes Thingnes Bø       | Philipp Nawrath            | Tarjei Bø                                              |
| 3                                                             | Lenzerheide          | Poursuite 12,5 km      | 16 décembre 2023   | Johannes Thingnes Bø       | Endre Strømsheim           | Sturla Holm Lægreid        | Johannes Thingnes Bø                                   |
| 3                                                             | Lenzerheide          | Départ Groupé 15 km    | 17 décembre 2023   | Johannes Thingnes Bø       | Johannes Dale-Skjevdal     | Tarjei Bø                  | Johannes Thingnes Bø                                   |
| 4                                                             | Oberhof              | Sprint 10 km           | 4 → 5 janvier 2024 | Benedikt Doll              | Sturla Holm Lægreid        | Endre Strømsheim           | Johannes Thingnes Bø                                   |
| 4                                                             | Oberhof              | Poursuite 12,5 km      | 6 janvier 2024     | Endre Strømsheim           | Sturla Holm Lægreid        | Johannes Dale-Skjevdal     | Johannes Thingnes Bø                                   |
| 5                                                             | Ruhpolding           | Sprint 10 km           | 13 janvier 2024    | Vetle Sjåstad Christiansen | Tommaso Giacomel           | Tarjei Bø                  | Johannes Thingnes Bø                                   |
| 5                                                             | Ruhpolding           | Poursuite 12,5 km      | 14 janvier 2024    | Johannes Dale-Skjevdal     | Vetle Sjåstad Christiansen | Johannes Thingnes Bø       | Johannes Thingnes Bø                                   |
| 6                                                             | Antholz - Anterselva | Individuel court 15 km | 18 janvier 2024    | Johannes Thingnes Bø       | Tarjei Bø                  | Johannes Kuehn             | Johannes Thingnes Bø                                   |
| 6                                                             | Antholz - Anterselva | Départ Groupé 15 km    | 21 janvier 2024    | Vetle Sjåstad Christiansen | Johannes Dale-Skjevdal     | Vebjørn Sørum              | Johannes Thingnes Bø                                   |
| Championnats du monde de biathlon 2024 (5 au 19 février 2024) |                      |                        |                    |                            |                            |                            | Johannes Thingnes Bø                                   |
| ChM                                                           | Nové Město           | Sprint 10 km           | 10 février 2024    | Sturla Holm Lægreid        | Johannes Thingnes Bø       | Vetle Sjåstad Christiansen | Épreuves non comptabilisées pour le classement général |
| ChM                                                           | Nové Město           | Poursuite 12,5 km      | 11 février 2024    | Johannes Thingnes Bø       | Sturla Holm Lægreid        | Vetle Sjåstad Christiansen | Épreuves non comptabilisées pour le classement général |
| ChM                                                           | Nové Město           | Individuel 20 km       | 14 février 2024    | Johannes Thingnes Bø       | Tarjei Bø                  | Benedikt Doll              | Épreuves non comptabilisées pour le classement général |
| ChM                                                           | Nové Město           | Départ Groupé 15 km    | 18 février 2024    | Johannes Thingnes Bø       | Andrejs Rastorgujevs       | Quentin Fillon Maillet     | Épreuves non comptabilisées pour le classement général |
| Fin des championnats du monde                                 |                      |                        |                    |                            |                            |                            |                                                        |
| 7                                                             | Oslo - Holmenkollen  | Individuel 20 km       | 1er mars 2024      | Sturla Holm Lægreid        | Tarjei Bø                  | Vetle Christiansen         | Johannes Thingnes Bø                                   |
| 7                                                             | Oslo - Holmenkollen  | Départ Groupé 15 km    | 2 mars 2024        | Sturla Holm Lægreid        | Benedikt Doll              | Jesper Nelin               | Johannes Thingnes Bø                                   |
| 8                                                             | Soldier Hollow       | Sprint 10 km           | 9 mars 2024        | Éric Perrot                | Émilien Jacquelin          | Johan-Olav Botn            | Johannes Thingnes Bø                                   |
| 8                                                             | Soldier Hollow       | Poursuite 12,5 km      | 10 mars 2024       | Johannes Thingnes Bø       | Tarjei Bø                  | Émilien Jacquelin          | Johannes Thingnes Bø                                   |
| 9                                                             | Canmore              | Sprint 10 km           | 15 mars 2024       | Johannes Thingnes Bø       | Tommaso Giacomel           | Tarjei Bø                  | Johannes Thingnes Bø                                   |
| 9                                                             | Canmore              | Poursuite 12,5 km      | 16 mars 2024       | Johannes Thingnes Bø       | Sebastian Samuelsson       | Éric Perrot                | Johannes Thingnes Bø                                   |
| 9                                                             | Canmore              | Départ Groupé 15 km    | 17 mars 2024       | Johannes Thingnes Bø       | Johannes Dale-Skjevdal     | Émilien Jacquelin          | Johannes Thingnes Bø                                   |

#### Relais
| Étape                                                         | Lieu           | Épreuve           | Date             | Vainqueur                                                                                       | Deuxième                                                                                      | Troisième                                                                         | Leader du classement du relais masculin              |
| ------------------------------------------------------------- | -------------- | ----------------- | ---------------- | ----------------------------------------------------------------------------------------------- | --------------------------------------------------------------------------------------------- | --------------------------------------------------------------------------------- | ---------------------------------------------------- |
| 1                                                             | Östersund      | Relais 4 × 7,5 km | 30 novembre 2023 | Norvège - Endre Strømsheim - Tarjei Bø - Johannes Thingnes Bø - Vetle Sjåstad Christiansen      | France - Éric Perrot - Émilien Jacquelin - Fabien Claude - Quentin Fillon Maillet             | Allemagne - David Zobel - Philipp Nawrath - Benedikt Doll - Johannes Kühn         | Norvège                                              |
| 2                                                             | Hochfilzen     | Relais 4 × 7,5 km | 10 décembre 2023 | Norvège - Sturla Holm Lægreid - Tarjei Bø - Johannes Thingnes Bø - Vetle Sjåstad Christiansen   | France - Éric Perrot - Émilien Jacquelin - Fabien Claude - Quentin Fillon Maillet             | Allemagne - David Zobel - Johannes Kühn - Philipp Nawrath - Benedikt Doll         | Norvège                                              |
| 4                                                             | Oberhof        | Relais 4 × 7,5 km | 7 janvier 2024   | Norvège - Endre Strømsheim - Sturla Holm Lægreid - Tarjei Bø - Johannes Thingnes Bø             | Allemagne - Roman Rees - Benedikt Doll - Philipp Nawrath - Philipp Horn                       | Italie - Elia Zeni - Didier Bionaz - Lukas Hofer - Tommaso Giacomel               | Norvège                                              |
| 5                                                             | Ruhpolding     | Relais 4 × 7,5 km | 11 janvier 2024  | Norvège - Sturla Holm Lægreid - Johannes Dale-Skjevdal - Tarjei Bø - Vetle Sjåstad Christiansen | Allemagne - Justus Strelow - Johannes Kühn - Benedikt Doll - Philipp Nawrath                  | Italie - Elia Zeni - Didier Bionaz - Lukas Hofer - Tommaso Giacomel               | Norvège                                              |
| Championnats du monde de biathlon 2024 (5 au 19 février 2024) |                |                   |                  |                                                                                                 |                                                                                               |                                                                                   |                                                      |
| ChM                                                           | Nové Město     | Relais 4 × 7,5 km | 17 février 2024  | Suède - Viktor Brandt - Jesper Nelin - Martin Ponsiluoma - Sebastian Samuelsson                 | Norvège - Sturla Holm Lægreid - Tarjei Bø - Johannes Thingnes Bø - Vetle Sjåstad Christiansen | France - Éric Perrot - Fabien Claude - Émilien Jacquelin - Quentin Fillon Maillet | Épreuve non comptabilisée pour le classement général |
| Fin des championnats du monde                                 |                |                   |                  |                                                                                                 |                                                                                               |                                                                                   |                                                      |
| 8                                                             | Soldier Hollow | Relais 4 × 7,5 km | 8 mars 2024      | Norvège - Sturla Holm Lægreid - Tarjei Bø - Johannes Thingnes Bø - Vetle Sjåstad Christiansen   | Italie - Patrick Braunhofer - Tommaso Giacomel - Didier Bionaz - Lukas Hofer                  | Allemagne - Justus Strelow - Johannes Kühn - Benedikt Doll - Philipp Nawrath      | Norvège                                              |

### Femmes

#### Épreuves individuelles
| Étape                                                         | Lieu                 | Épreuve                  | Date                            | Vainqueur                  | Deuxième                   | Troisième                  | Leader du classement général                           |
| ------------------------------------------------------------- | -------------------- | ------------------------ | ------------------------------- | -------------------------- | -------------------------- | -------------------------- | ------------------------------------------------------ |
| 1                                                             | Östersund            | Individuel 15 km         | 26 novembre 2023                | Lisa Vittozzi              | Franziska Preuß            | Vanessa Voigt              | Lisa Vittozzi                                          |
| 1                                                             | Östersund            | Sprint 7,5 km            | 1er décembre 2023               | Lou Jeanmonnot             | Karoline Knotten           | Juni Arnekleiv             | Franziska Preuß Karoline Knotten                       |
| 1                                                             | Östersund            | Poursuite 10 km          | 3 décembre 2023                 | Lou Jeanmonnot             | Franziska Preuß            | Vanessa Voigt              | Franziska Preuß                                        |
| 2                                                             | Hochfilzen           | Sprint 7,5 km            | 8 décembre 2023                 | Ingrid Landmark Tandrevold | Elvira Öberg               | Justine Braisaz-Bouchet    | Lou Jeanmonnot                                         |
| 2                                                             | Hochfilzen           | Poursuite 10 km          | 9 décembre 2023                 | Elvira Öberg               | Lena Häcki-Gross           | Ingrid Landmark Tandrevold | Ingrid Landmark Tandrevold                             |
| 3                                                             | Lenzerheide          | Sprint 7,5 km            | 14 décembre 2023                | Justine Braisaz-Bouchet    | Ingrid Landmark Tandrevold | Lisa Vittozzi              | Ingrid Landmark Tandrevold                             |
| 3                                                             | Lenzerheide          | Poursuite 10 km          | 16 décembre 2023                | Justine Braisaz-Bouchet    | Julia Simon                | Marit Ishol Skogan         | Ingrid Landmark Tandrevold                             |
| 3                                                             | Lenzerheide          | Départ Groupé 12,5 km    | 17 décembre 2023                | Justine Braisaz-Bouchet    | Elvira Öberg               | Hanna Öberg                | Justine Braisaz-Bouchet                                |
| 4                                                             | Oberhof              | Sprint 7,5 km            | 5 janvier 2024                  | Justine Braisaz-Bouchet    | Franziska Preuß            | Sophie Chauveau            | Justine Braisaz-Bouchet                                |
| 4                                                             | Oberhof              | Poursuite 10 km          | 6 janvier 2024                  | Julia Simon                | Justine Braisaz-Bouchet    | Ingrid Landmark Tandrevold | Justine Braisaz-Bouchet                                |
| 5                                                             | Ruhpolding           | Sprint 7,5 km            | 12 janvier 2024                 | Ingrid Landmark Tandrevold | Mona Brorsson              | Lisa Vittozzi              | Justine Braisaz-Bouchet                                |
| 5                                                             | Ruhpolding           | Poursuite 10 km          | 14 janvier 2024                 | Lisa Vittozzi              | Ingrid Landmark Tandrevold | Juni Arnekleiv             | Ingrid Landmark Tandrevold                             |
| 6                                                             | Antholz - Anterselva | Individuel court 12,5 km | 19 janvier 2024                 | Lena Häcki-Gross           | Julia Simon                | Lou Jeanmonnot             | Ingrid Landmark Tandrevold                             |
| 6                                                             | Antholz - Anterselva | Départ Groupé 12,5 km    | 21 janvier 2024                 | Julia Simon                | Lou Jeanmonnot             | Lena Häcki-Gross           | Ingrid Landmark Tandrevold                             |
| Championnats du monde de biathlon 2024 (5 au 19 février 2024) |                      |                          |                                 |                            |                            |                            |                                                        |
| ChM                                                           | Nové Město           | Sprint 7,5 km            | 9 février 2024                  | Julia Simon                | Justine Braisaz-Bouchet    | Lou Jeanmonnot             | Épreuves non comptabilisées pour le classement général |
| ChM                                                           | Nové Město           | Poursuite 10 km          | 11 février 2024                 | Julia Simon                | Lisa Vittozzi              | Justine Braisaz-Bouchet    | Épreuves non comptabilisées pour le classement général |
| ChM                                                           | Nové Město           | Individuel 15 km         | 13 février 2024                 | Lisa Vittozzi              | Janina Hettich-Walz        | Julia Simon                | Épreuves non comptabilisées pour le classement général |
| ChM                                                           | Nové Město           | Départ Groupé 12,5 km    | 18 février 2024                 | Justine Braisaz-Bouchet    | Lisa Vittozzi              | Lou Jeanmonnot             | Épreuves non comptabilisées pour le classement général |
| Fin des championnats du monde                                 |                      |                          |                                 |                            |                            |                            |                                                        |
| 7                                                             | Oslo - Holmenkollen  | Individuel 15 km         | 29 février 2024 → 1er mars 2024 | Ingrid Landmark Tandrevold | Elvira Öberg               | Ida Lien                   | Ingrid Landmark Tandrevold                             |
| 7                                                             | Oslo - Holmenkollen  | Départ Groupé 12,5 km    | 2 mars 2024                     | Lena Häcki-Gross           | Julia Simon                | Lou Jeanmonnot             | Ingrid Landmark Tandrevold                             |
| 8                                                             | Soldier Hollow       | Sprint 7,5 km            | 8 mars 2024                     | Justine Braisaz-Bouchet    | Ingrid Landmark Tandrevold | Lou Jeanmonnot             | Ingrid Landmark Tandrevold                             |
| 8                                                             | Soldier Hollow       | Poursuite 10 km          | 10 mars 2024                    | Lou Jeanmonnot             | Lisa Vittozzi              | Julia Simon                | Ingrid Landmark Tandrevold                             |
| 9                                                             | Canmore              | Sprint 7,5 km            | 14 mars 2024                    | Lisa Vittozzi              | Lou Jeanmonnot             | Lena Häcki-Gross           | Ingrid Landmark Tandrevold                             |
| 9                                                             | Canmore              | Poursuite 10 km          | 16 mars 2024                    | Lisa Vittozzi              | Lou Jeanmonnot             | Justine Braisaz-Bouchet    | Lisa Vittozzi                                          |
| 9                                                             | Canmore              | Départ Groupé 12,5 km    | 17 mars 2024                    | Lou Jeanmonnot             | Janina Hettich-Walz        | Gilonne Guigonnat          | Lisa Vittozzi                                          |

#### Relais
| Étape                                                         | Lieu           | Épreuve         | Date             | Vainqueur                                                                                           | Deuxième                                                                                      | Troisième                                                                             | Leader du classement du relais féminin               |
| ------------------------------------------------------------- | -------------- | --------------- | ---------------- | --------------------------------------------------------------------------------------------------- | --------------------------------------------------------------------------------------------- | ------------------------------------------------------------------------------------- | ---------------------------------------------------- |
| 1                                                             | Östersund      | Relais 4 × 6 km | 29 novembre 2023 | Norvège - Marthe Kråkstad Johansen - Juni Arnekleiv - Karoline Knotten - Ingrid Landmark Tandrevold | Suède - Anna Magnusson - Linn Persson - Elvira Öberg - Hanna Öberg                            | Allemagne - Janina Hettich-Walz - Selina Grotian - Vanessa Voigt - Franziska Preuß    | Norvège                                              |
| 2                                                             | Hochfilzen     | Relais 4 × 6 km | 10 décembre 2023 | Norvège - Juni Arnekleiv - Marit Ishol Skogan - Karoline Knotten - Ingrid Landmark Tandrevold       | Suède - Anna Magnusson - Mona Brorsson - Hanna Öberg - Elvira Öberg                           | France - Gilonne Guigonnat - Lou Jeanmonnot - Justine Braisaz-Bouchet - Julia Simon   | Norvège                                              |
| 4                                                             | Oberhof        | Relais 4 × 6 km | 7 janvier 2024   | France - Lou Jeanmonnot - Justine Braisaz-Bouchet - Sophie Chauveau - Julia Simon                   | Norvège - Juni Arnekleiv - Marit Ishol Skogan - Karoline Knotten - Ingrid Landmark Tandrevold | Suède - Anna Magnusson - Linn Persson - Hanna Öberg - Elvira Öberg                    | Norvège                                              |
| 5                                                             | Ruhpolding     | Relais 4 × 6 km | 10 janvier 2024  | France - Lou Jeanmonnot - Jeanne Richard - Sophie Chauveau - Julia Simon                            | Suède - Anna Magnusson - Linn Persson - Mona Brorsson - Elvira Öberg                          | Allemagne - Janina Hettich-Walz - Sophia Schneider - Franziska Preuß - Hanna Kebinger | Norvège                                              |
| Championnats du monde de biathlon 2024 (5 au 19 février 2024) |                |                 |                  | |                                                                                               |                                                                                       |                                                      |
| ChM                                                           | Nové Město     | Relais 4 × 6 km | 17 février 2024  | France - Lou Jeanmonnot - Sophie Chauveau - Justine Braisaz-Bouchet - Julia Simon                   | Suède - Anna Magnusson - Linn Persson - Hanna Öberg - Elvira Öberg                            | Allemagne - Janina Hettich-Walz - Selina Grotian - Vanessa Voigt - Sophia Schneider   | Épreuve non comptabilisée pour le classement général |
| Fin des championnats du monde                                 |                |                 |                  | |                                                                                               |                                                                                       |                                                      |
| 8                                                             | Soldier Hollow | Relais 4 × 6 km | 9 mars 2024      | Norvège - Juni Arnekleiv - Ida Lien - Karoline Knotten - Ingrid Landmark Tandrevold                 | Allemagne - Janina Hettich-Walz - Selina Grotian - Vanessa Voigt - Julia Kink                 | Suède - Anna Magnusson - Mona Brorsson - Hanna Öberg - Elvira Öberg                   | Norvège                                              |

### Mixte
| Étape                                                         | Lieu                 | Épreuve                         | Date             | Vainqueur                                                                                      | Deuxième                                                                                   | Troisième                                                                          | Leader du classement du relais mixte                   |
| ------------------------------------------------------------- | -------------------- | ------------------------------- | ---------------- | ---------------------------------------------------------------------------------------------- | ------------------------------------------------------------------------------------------ | ---------------------------------------------------------------------------------- | ------------------------------------------------------ |
| 1                                                             | Ostersund            | Relais simple 6 km H + 7,5 km F | 25 novembre 2023 | Suède - Sebastian Samuelsson - Hanna Öberg                                                     | Norvège - Sturla Holm Lægreid - Juni Arnekleiv                                             | France - Fabien Claude - Julia Simon                                               | Suède                                                  |
| 1                                                             | Ostersund            | Relais 2 × 6 km H + 2 × 6 km F  | 25 novembre 2023 | France - Quentin Fillon Maillet - Émilien Jacquelin - Justine Braisaz-Bouchet - Lou Jeanmonnot | Norvège - Tarjei Bø - Johannes Thingnes Bø - Karoline Knotten - Ingrid Landmark Tandrevold | Italie - Didier Bionaz - Tommaso Giacomel - Dorothea Wierer - Lisa Vittozzi        | France                                                 |
| 6                                                             | Antholz - Anterselva | Relais simple 6 km F + 7,5 km H | 20 janvier 2024  | Allemagne - Vanessa Voigt - Justus Strelow                                                     | Norvège - Ingrid Landmark Tandrevold - Vetle Sjåstad Christiansen                          | Autriche - Lisa Theresa Hauser - Simon Eder                                        | Norvège                                                |
| 6                                                             | Antholz - Anterselva | Relais 2 × 6 km F + 2 × 6 km H  | 20 janvier 2024  | Norvège - Juni Arnekleiv - Karoline Knotten - Tarjei Bø - Johannes Thingnes Bø                 | Italie - Dorothea Wierer - Lisa Vittozzi - Didier Bionaz - Tommaso Giacomel                | Suède - Anna Magnusson - Elvira Öberg - Jesper Nelin - Martin Ponsiluoma           | Norvège                                                |
| Championnats du monde de biathlon 2024 (5 au 19 février 2024) |                      |                                 |                  |                                                                                                |                                                                                            |                                                                                    |                                                        |
| ChM                                                           | Nové Město           | Relais 2 × 6 km H + 2 × 6 km F  | 7 février 2024   | France- Éric Perrot - Quentin Fillon Maillet - Justine Braisaz-Bouchet - Julia Simon           | Norvège - Tarjei Bø - Johannes Thingnes Bø - Karoline Knotten - Ingrid Landmark Tandrevold | Suède - Sebastian Samuelsson - Martin Ponsiluoma - Hanna Öberg - Elvira Öberg      | Épreuves non comptabilisées pour le classement général |
| ChM                                                           | Nové Město           | Relais simple 6 km H + 7,5 km F | 15 février 2024  | France- Quentin Fillon Maillet - Lou Jeanmonnot                                                | Italie - Tommaso Giacomel - Lisa Vittozzi                                                  | Norvège - Johannes Thingnes Bø - Ingrid Landmark Tandrevold                        | Épreuves non comptabilisées pour le classement général |
| Fin des championnats du monde                                 |                      |                                 |                  |                                                                                                |                                                                                            |                                                                                    |                                                        |
| 7                                                             | Oslo - Holmenkollen  | Relais simple 6 km F + 7,5 km H | 3 mars 2024      | Norvège - Juni Arnekleiv - Vetle Sjåstad Christiansen                                          | Suède - Anna Magnusson - Sebastian Samuelsson                                              | Finlande - Suvi Minkkinen - Otto Invenius                                          | Norvège                                                |
| 7                                                             | Oslo - Holmenkollen  | Relais 2 × 6 km F + 2 × 6 km H  | 3 mars 2024      | France- Julia Simon - Sophie Chauveau - Fabien Claude - Quentin Fillon-Maillet                 | Suède - Mona Brorsson - Elvira Öberg - Jesper Nelin - Martin Ponsiluoma                    | Norvège - Ingrid Landmark Tandrevold - Ida Lien - Tarjei Bø - Johannes Thingnes Bø | Norvège                                                |

## Tableaux des podiums
| Rang                                         | Biathlète                  | Places | Places | Places | Total de podiums |
| Rang                                         | Biathlète                  | 1er    | 2e     | 3e     | Total de podiums |
| -------------------------------------------- | -------------------------- | ------ | ------ | ------ | ---------------- |
| 1                                            | Johannes Thingnes Boe      | 11     | 2      | 2      | 15               |
| 2                                            | Sturla Holm Lægreid        | 3      | 4      | 1      | 8                |
| 3                                            | Vetle Sjastad Christiansen | 2      | 1      | 4      | 7                |
| 4                                            | Benedikt Doll              | 2      | 1      | 1      | 4                |
| 5                                            | Tarjei Boe                 | 1      | 5      | 4      | 10               |
| 6                                            | Johannes Dale-Skjevdal     | 1      | 4      | 1      | 6                |
| 7                                            | Philipp Nawrath            | 1      | 1      | 1      | 3                |
| 7                                            | Endre Stroemsheim          | 1      | 1      | 1      | 3                |
| 7                                            | Sebastian Samuelsson       | 1      | 1      | 1      | 3                |
| 10                                           | Éric Perrot                | 1      | 0      | 1      | 2                |
| 11                                           | Roman Rees                 | 1      | 0      | 0      | 1                |
| 12                                           | Tommaso Giacomel           | 0      | 2      | 0      | 2                |
| 13                                           | Émilien Jacquelin          | 0      | 1      | 2      | 3                |
| 14                                           | Justus Strelow             | 0      | 1      | 0      | 1                |
| 14                                           | Andrejs Rastorgujevs       | 0      | 1      | 0      | 1                |
| 16                                           | Vebjørn Sørum              | 0      | 0      | 2      | 2                |
| 17                                           | Johannes Kuehn             | 0      | 0      | 1      | 1                |
| 17                                           | Quentin Fillon Maillet     | 0      | 0      | 1      | 1                |
| 17                                           | Jesper Nelin               | 0      | 0      | 1      | 1                |
| 17                                           | Johan-Olav Botn            | 0      | 0      | 1      | 1                |
| état au 17 mars 2024 — 25 épreuves disputées |                            |        |        |        |                  |

| Rang                                         | Biathlète                  | Places | Places | Places | Total de podiums |
| Rang                                         | Biathlète                  | 1er    | 2e     | 3e     | Total de podiums |
| -------------------------------------------- | -------------------------- | ------ | ------ | ------ | ---------------- |
| 1                                            | Justine Braisaz-Bouchet    | 6      | 2      | 3      | 11               |
| 2                                            | Lisa Vittozzi              | 5      | 3      | 2      | 10               |
| 3                                            | Lou Jeanmonnot             | 4      | 3      | 5      | 12               |
| 4                                            | Julia Simon                | 4      | 3      | 2      | 9                |
| 5                                            | Ingrid Landmark Tandrevold | 3      | 3      | 2      | 8                |
| 6                                            | Lena Häcki-Gross           | 2      | 1      | 2      | 5                |
| 7                                            | Elvira Öberg               | 1      | 3      | 0      | 4                |
| 8                                            | Franziska Preuß            | 0      | 3      | 0      | 3                |
| 9                                            | Janina Hettich-Walz        | 0      | 2      | 0      | 2                |
| 10                                           | Karoline Knotten           | 0      | 1      | 0      | 1                |
| 10                                           | Mona Brorsson              | 0      | 1      | 0      | 1                |
| 12                                           | Vanessa Voigt              | 0      | 0      | 2      | 2                |
| 12                                           | Juni Arnekleiv             | 0      | 0      | 2      | 2                |
| 14                                           | Marit Ishol Skogan         | 0      | 0      | 1      | 1                |
| 14                                           | Hanna Öberg                | 0      | 0      | 1      | 1                |
| 14                                           | Sophie Chauveau            | 0      | 0      | 1      | 1                |
| 14                                           | Ida Lien                   | 0      | 0      | 1      | 1                |
| 14                                           | Gilonne Guigonnat          | 0      | 0      | 1      | 1                |
| état au 17 mars 2024 — 25 épreuves disputées |                            |        |        |        |                  |

| Rang                                         | Nation    | Places | Places | Places | Total de podiums |
| Rang                                         | Nation    | 1er    | 2e     | 3e     | Total de podiums |
| -------------------------------------------- | --------- | ------ | ------ | ------ | ---------------- |
| 1                                            | Norvège   | 32     | 27     | 24     | 83               |
| 2                                            | France    | 22     | 11     | 19     | 52               |
| 3                                            | Allemagne | 5      | 11     | 11     | 27               |
| 4                                            | Italie    | 5      | 8      | 5      | 18               |
| 5                                            | Suède     | 4      | 11     | 7      | 22               |
| 6                                            | Suisse    | 2      | 1      | 2      | 5                |
| 7                                            | Lettonie  | 0      | 1      | 0      | 1                |
| 8                                            | Autriche  | 0      | 0      | 1      | 1                |
| 8                                            | Finlande  | 0      | 0      | 1      | 1                |
| état au 17 mars 2024 — 70 épreuves disputées |           |        |        |        |                  |

## Primes distribuées par l'IBU
L'IBU distribue des primes aux biathlètes et aux fédérations suivant les résultats obtenus sur l'ensemble de la saison de Coupe du monde.

### Montants

#### Épreuves de la Coupe du monde
| Place | 1  | 2  | 3 | 4 | 5 | 6 | 7   | 8 | 9   | 10   | 11 | 12   | 13  | 14   | 15 | 16  | 17  | 18  | 19  | 20 | 21  | 22  | 23  | 24  | 25  | 26  | 27   | 28  | 29   | 30  |
| ----- | -- | -- | - | - | - | - | --- | - | --- | ---- | -- | ---- | --- | ---- | -- | --- | --- | --- | --- | -- | --- | --- | --- | --- | --- | --- | ---- | --- | ---- | --- |
| Prime | 15 | 12 | 9 | 7 | 6 | 5 | 4,5 | 4 | 3,5 | 3,25 | 3  | 2,75 | 2,5 | 2,25 | 2  | 1,8 | 1,6 | 1,4 | 1,2 | 1  | 0,9 | 0,8 | 0,7 | 0,6 | 0,5 | 0,4 | 0,35 | 0,3 | 0,25 | 0,2 |

| Place | 1   | 2 | 3 | 4 | 5 | 6   | 7 | 8   |
| ----- | --- | - | - | - | - | --- | - | --- |
| Prime | 6,5 | 5 | 4 | 3 | 2 | 1,5 | 1 | 0,5 |

Il existe également des primes distribuées pour les porteurs des dossards distinctifs à chaque course : 1000€ pour le porteur du dossard jaune et 850€ pour le porteur du dossard rouge.

#### Épreuves du Championnat du monde
| Place | 1  | 2  | 3  | 4  | 5 | 6 | 7 | 8 | 9   | 10 | 11  | 12  | 13  | 14  | 15 | 16  | 17  | 18  | 19  | 20 | 21  | 22  | 23  | 24  | 25 | 26  | 27  | 28  | 29  | 30  |
| ----- | -- | -- | -- | -- | - | - | - | - | --- | -- | --- | --- | --- | --- | -- | --- | --- | --- | --- | -- | --- | --- | --- | --- | -- | --- | --- | --- | --- | --- |
| Prime | 25 | 19 | 14 | 10 | 8 | 7 | 6 | 5 | 4,5 | 4  | 3,8 | 3,6 | 3,4 | 3,2 | 3  | 2,8 | 2,6 | 2,4 | 2,2 | 2  | 1,8 | 1,6 | 1,4 | 1,2 | 1  | 0,8 | 0,6 | 0,4 | 0,3 | 0,2 |

| Place | 1   | 2 | 3 | 4 | 5    | 6   | 7 | 8   |
| ----- | --- | - | - | - | ---- | --- | - | --- |
| Prime | 7,5 | 6 | 5 | 4 | 3,25 | 2,5 | 2 | 1,5 |

#### Classements finaux
| Place | 1  | 2  | 3  | 4  | 5  | 6  | 7  | 8  | 9  | 10 |
| ----- | -- | -- | -- | -- | -- | -- | -- | -- | -- | -- |
| Prime | 40 | 32 | 25 | 20 | 16 | 14 | 13 | 12 | 11 | 10 |

| Place | 1  | 2  | 3  | 4  | 5  | 6  | 7  | 8  | 9  | 10 |
| ----- | -- | -- | -- | -- | -- | -- | -- | -- | -- | -- |
| Prime | 50 | 45 | 40 | 35 | 30 | 25 | 20 | 18 | 16 | 15 |

Il existe enfin des primes pour les vainqueurs des globes de cristal : 12 k€ pour les globes individuels des spécialités, 24 k€ pour les globes des relais, 6 k€ pour les trophées U25.

### Tableaux des primes distribuées pour la saison 2023-2024
Montants en Euros (€).

#### Hommes
| Rang | Biathlète                  | Total   | % Max | Individuelles | Relais |
| ---- | -------------------------- | ------- | ----- | ------------- | ------ |
| 1    | Johannes Thingnes Boe      | 439 050 | 71%   | 380 550       | 58 500 |
| 2    | Tarjei Boe                 | 308 050 | 50%   | 248 050       | 60 000 |
| 3    | Sturla Holm Lægreid        | 221 450 | 36%   | 184 450       | 37 000 |
| 4    | Vetle Sjastad Christiansen | 203 000 | 33%   | 159 500       | 43 500 |
| 5    | Johannes Dale-Skjevdal     | 175 150 | 28%   | 168 650       | 6 500  |
| 6    | Sebastian Samuelsson       | 157 650 | 26%   | 121 150       | 36 500 |
| 7    | Émilien Jacquelin          | 146 750 | 24%   | 117 750       | 29 000 |
| 8    | Tommaso Giacomel           | 144 600 | 23%   | 106 100       | 38 500 |
| 9    | Martin Ponsiluoma          | 127 300 | 21%   | 95 800        | 31 500 |
| 10   | Quentin Fillon Maillet     | 125 200 | 20%   | 76 200        | 49 000 |

#### Femmes
| Rang | Biathlète                  | Total   | % Max | Individuelles | Relais |
| ---- | -------------------------- | ------- | ----- | ------------- | ------ |
| 1    | Lisa Vittozzi              | 317 650 | 52%   | 292 150       | 25 500 |
| 2    | Lou Jeanmonnot             | 290 050 | 47%   | 244 050       | 44 500 |
| 3    | Julia Simon                | 280 050 | 45%   | 234 550       | 45 500 |
| 4    | Justine Braisaz-Bouchet    | 271 450 | 44%   | 235 950       | 34 000 |
| 5    | Ingrid Landmark Tandrevold | 251 750 | 41%   | 202 250       | 43 000 |
| 6    | Elvira Öberg               | 182 150 | 30%   | 137 650       | 40 500 |
| 7    | Lena Häcki-Gross           | 149 600 | 24%   | 127 350       | 22 250 |
| 8    | Vanessa Voigt              | 134 050 | 22%   | 100 800       | 28 250 |
| 9    | Karoline Offigstad Knotten | 132 100 | 21%   | 90 100        | 35 500 |
| 10   | Hanna Oeberg               | 112 000 | 18%   | 72 500        | 35 500 |

#### Nations
| Rang | Nation    | Total     | % Max | Total H   | Total F | Individuelles | Collectives |
| ---- | --------- | --------- | ----- | --------- | ------- | ------------- | ----------- |
| 1    | Norvège   | 2 191 250 | 54%   | 1 608 150 | 583 100 | 1 714 250     | 477 000     |
| 2    | France    | 1 508 100 | 37%   | 523 250   | 984 850 | 1 165 100     | 343 000     |
| 3    | Allemagne | 998 150   | 25%   | 568 150   | 430 000 | 723 150       | 275 000     |
| 4    | Suède     | 884 100   | 22%   | 397 950   | 486 150 | 592 100       | 292 000     |
| 5    | Italie    | 706 950   | 17%   | 302 750   | 404 200 | 496 950       | 210 000     |
| 6    | Suisse    | 350 700   | 9%    | 138 800   | 211 900 | 226 200       | 124 500     |
| 7    | Tchéquie  | 211 700   | 5%    | 66 800    | 144 900 | 135 700       | 76 000      |
| 8    | Autriche  | 206 400   | 5%    | 86 000    | 120 400 | 111 400       | 95 000      |
| 9    | Ukraine   | 110 600   | 3%    | 30 650    | 79 950  | 69 600        | 41 000      |
| 10   | Slovénie  | 108 800   | 3%    | 75 600    | 33 200  | 72 800        | 36 000      |

## Retraites sportives
Plusieurs biathlètes prennent leur retraite sportive au cours ou à l'issue de cette saison : l'Allemand Benedikt Doll, la Suédoise Mona Brorsson, l'Estonien Raido Ränkel , le Suédois Peppe Femling , le Canadien Christian Gow et le Suédois Oskar Brandt.